# Droit au Québec
Vous lisez un « bon article » labellisé en 2017.
Le droit au Québec est l'ensemble des règles de droit qui s'appliquent sur le territoire du Québec. Le droit québécois est caractérisé par deux spécificités importantes. D'une part, il tombe sous la responsabilité partagée du Parlement fédéral et du Parlement du Québec. Conformément à la Constitution du Canada, chacun des gouvernements est responsable du droit relativement à ses sphères de compétences. D'autre part, pour des raisons historiques, le droit québécois s'identifie à deux traditions juridiques : la tradition civiliste et la common law. De façon générale, le droit privé québécois correspond à la tradition civiliste, tandis que le droit public est davantage influencé par la common law. Toutefois, les nombreuses influences que les deux traditions ont eues les unes à travers les autres amènent le Québec à avoir un système juridique mixte.
L'histoire du droit québécois explique la mixité des traditions juridiques au Québec. D'abord une colonie française, le territoire québécois a été conquis par la Grande-Bretagne en 1760. Après avoir tenté d'imposer le droit anglais, la Grande-Bretagne a permis, par l'Acte de Québec de 1774, l'utilisation du droit civil dans les affaires privées. La distinction entre le droit privé de tradition française et le droit public de tradition anglaise perdure jusqu'à aujourd'hui. Le Québec possède ainsi son Code civil, adopté en 1994.
Le droit québécois se divise traditionnellement entre le droit privé et le droit public. Sur le plan privé, la plupart des règles qui régissent les relations entre individus sont prévues au Code civil du Québec. On y trouve les règles touchant le droit de la famille, la responsabilité civile, le droit des biens, etc. Sur le plan public, le Québec n'a pas de constitution formelle. Plusieurs des règles publiques émanent de la common law, comme le droit administratif et le droit pénal. Enfin, le Québec a une Charte des droits et libertés de la personne qui protège les droits et libertés des personnes tant dans la sphère privée que publique.
Le plus haut tribunal ayant compétence sur le droit québécois est la Cour suprême du Canada ; viennent ensuite la Cour d'appel du Québec, puis la Cour supérieure du Québec. De plus, le système judiciaire du Québec comporte plusieurs autres cours et tribunaux administratifs. La gestion des tribunaux, et des organismes juridiques en général, est sous la responsabilité du ministère de la Justice. De même, la pratique du droit au Québec est encadrée par deux ordres professionnels : le Barreau du Québec et la Chambre des notaires. Un peu plus de 600 juges sont responsables de trancher les litiges au Québec.

## Principes généraux

### Sources formelles
Le droit québécois provient des quatre sources classiques en droit : la loi, la jurisprudence, la doctrine et la coutume.
L'identification du domaine de droit est fondamentale pour déterminer les sources du droit québécois. Comme le droit québécois est un système mixte (voir « Bijuridisme » ci-dessous), les sources sont différentes selon les domaines de droit. À titre d'exemple, généralement, le droit privé s'inspire de la tradition de droit civil et la place de la législation et de la doctrine est donc importante. À l'opposé, la place de la jurisprudence est capitale dans le droit public, inspiré de la common law.
La loi est la principale source du droit québécois. Elle comprend la Constitution, les lois du Parlement du Québec et les règlements associés aux lois. L'une des lois majeures du Québec est le Code civil du Québec, qui vise non seulement à établir les règles majeures du droit privé, mais aussi à organiser les idées juridiques et à former le droit commun québécois. Le Québec compte aussi quelques lois quasi constitutionnelles, comme la Charte des droits et libertés de la personne.
En droit privé, le Québec étant de tradition civiliste, la jurisprudence y occupe une place théorique modérée, mais en pratique très importante,,. Même si normalement, les interprétations précédentes des tribunaux n'obligent pas les juges à les suivre, dans la pratique, les décisions de la Cour d'appel du Québec et de la Cour suprême du Canada bénéficient de l'autorité du précédent. En droit public, le droit québécois s'inscrit dans une tradition de common law, où le rôle des juges dans la création des règles juridiques est plus grand.
La doctrine québécoise en droit privé a émergé avec l'adoption du Code civil du Bas-Canada, mais c'est au milieu du XXe siècle que davantage d'universitaires se sont mis à analyser le droit québécois. Tout comme la jurisprudence, la doctrine joue un important rôle persuasif auprès des tribunaux,,. Même s'il est certain que, dans ses débuts, le droit québécois se référait tantôt aux penseurs français et tantôt à la jurisprudence anglaise, il possède aujourd'hui sa propre doctrine et sa propre jurisprudence, bien souvent distinctes du reste du Canada.
La place de la coutume est faible en droit québécois. Beaucoup de coutumes ont été codifiées au sein du Code civil du Québec et hors de cette loi, les autres coutumes servent surtout à l'interprétation des contrats.

### Bijuridisme
Le droit québécois est un système mixte (ou bijuridique), c'est-à-dire que deux traditions juridiques coexistent au sein de la province. De manière générale, le droit public au Québec correspond à la tradition de la common law, tandis que le droit privé s'inspire de la tradition romano-germanique (tradition civiliste). Toutefois, ces deux systèmes se sont mutuellement influencés au cours de l'histoire du droit québécois. De même, l'existence de la Cour suprême à la tête de tous les tribunaux du pays a joué un rôle important dans le métissage des deux traditions juridiques. Les juges appelés à trancher des causes autant québécoises que canadiennes ont parfois emprunté des concepts de common law en matière de droit privé québécois.
Le caractère mixte du droit québécois vient d'une concession historique de la Grande-Bretagne dans les années suivant la Conquête. Soucieux de s'assurer de la loyauté des Canadiens français, le conquérant britannique a adopté l'Acte de Québec (1774) et a permis aux habitants de la Province de Québec d'utiliser le droit civil français dans leurs relations privées. Cette concession historique s'est reflétée partiellement dans la Loi constitutionnelle de 1867 lors de la fondation du Canada, puisque le Parlement fédéral s'est vu attribuer plusieurs domaines du droit public, tandis que les parlements provinciaux étaient responsables en grande partie du droit privé.

En matière de droit privé, le Québec est doté, à l’image des pays civilistes, d'un Code civil qui régit en grande partie les relations entre les individus (famille, successions, propriété, responsabilité, etc.). Toutefois, comme l’affirme l’ancien doyen Jean-Guy Cardinal, il a été grandement influencé par la présence de la tradition de common law dans les provinces entourant le Québec : 

« le Code civil s'est normalement acclimaté à un pays où se rencontrent deux langues, deux religions, deux cultures. La province de Québec, isolée après la conquête a dû lutter pour conserver son particularisme tant sur les plans culturel et économique que politique et juridique. »

 À titre d'exemple, lors de l’adoption du Code civil du Québec en 1991, les rédacteurs ont ajouté des notions de common law, comme la fiducie et l'hypothèque mobilière.
La tradition de common law se retrouve davantage dans le droit public et dans l'organisation judiciaire. La procédure civile québécoise est grandement inspirée du système accusatoire présent en Angleterre. Le système judiciaire québécois est unifié (et non dualiste comme en France) et les juges, comme en Angleterre, sont d'anciens avocats nommés après plusieurs années de carrière. De même, les jugements au Québec ont été fortement inspirés de la tradition anglo-saxonne : ceux-ci sont généralement assez long et lorsque la cause est entendue par plusieurs juges, qui peuvent exprimer par écrit des motifs individuels s'ils le souhaitent,.
De la même manière que le Québec, le droit canadien est aussi qualifié de mixte, puisque dans ses relations privées, le gouvernement fédéral obéit parfois à la tradition civiliste (lorsqu'il s'applique au Québec) et parfois  à la common law (dans les autres provinces et territoires).

### Compétences législatives

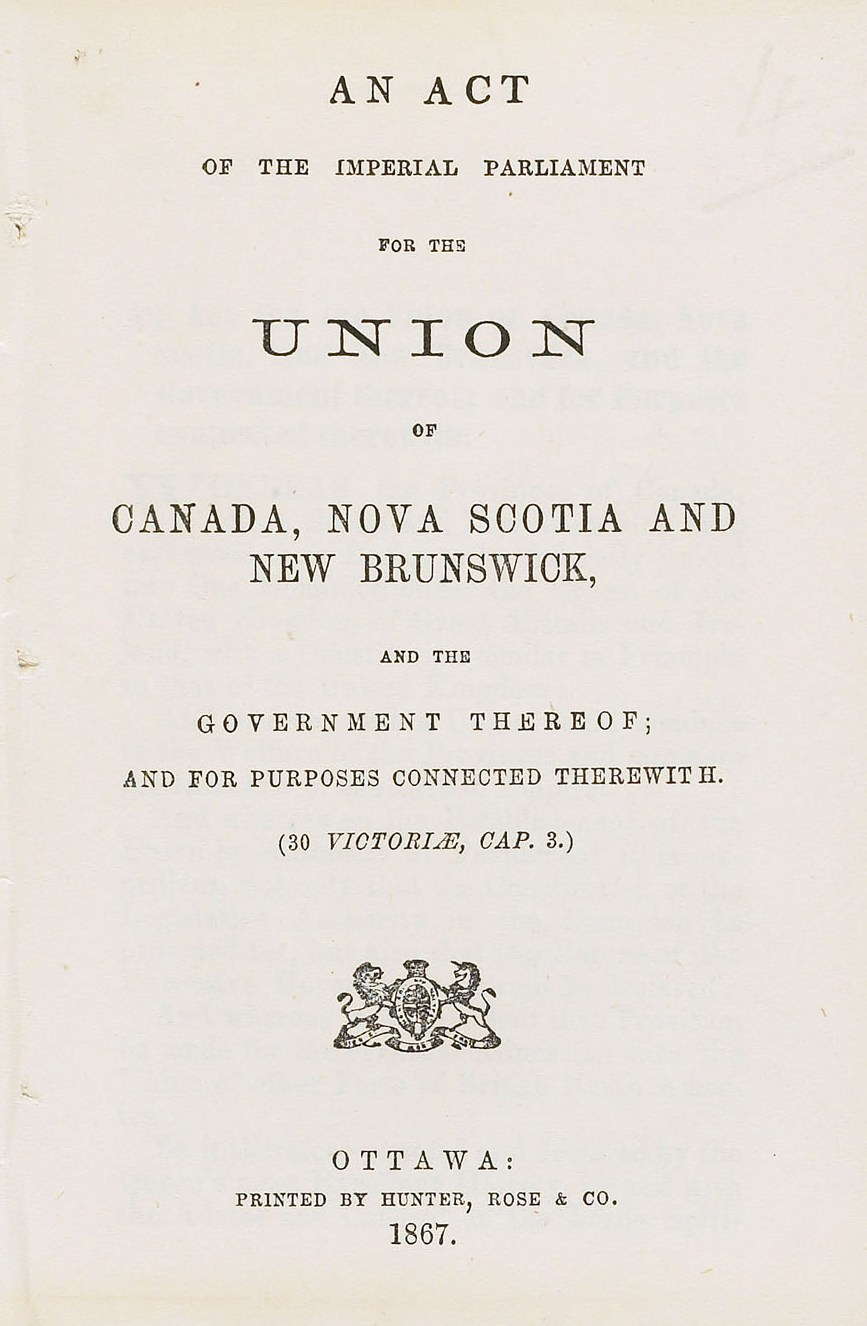
L'Acte de l'Amérique du Nord britannique de 1867 fondant le Canada et la province de Québec.

En raison du fédéralisme canadien, le Parlement du Québec ne possède pas le pouvoir d'adopter des lois dans n'importe quel domaine de droit. Les compétences sont partagées avec le Parlement fédéral. Ce partage vise autant la sphère législative que la sphère exécutive, c'est-à-dire qu'il limite autant les pouvoirs du Parlement que du gouvernement,. En comparaison avec d'autres fédérations (par exemple les États-Unis ou l'Australie), le partage des compétences au Canada attribue des pouvoirs plus importants au Parlement fédéral qu'aux provinces.
Comme toutes les provinces, le Québec est responsable des affaires sociales, des questions locales et plus généralement des relations entre les individus. Ainsi, une partie importante du droit privé applicable au Québec est régi par le droit québécois ; le reste relève du droit canadien.
Parmi les affaires purement locales, on peut citer :
- Les affaires municipales[loi 3] ;
- Le transport terrestre dans la province[28] ;
- Les différents permis de commerce[loi 4].

Au titre des affaires sociales, le Québec a les pouvoirs dans les domaines de :
- L'éducation[loi 5] ;
- La santé[loi 6] ;
- La célébration des mariages[loi 7].

Sur le plan économique, le Québec a les pouvoirs sur :
- L'impôt sur le revenu et les taxes directes (tout comme le Parlement fédéral)[29] ;
- La propriété et l'exploitation des ressources naturelles[30] ;
- L'incorporation d'entreprises[loi 8] ;
- Toute question économique purement locale.

Le Québec est aussi responsable :
- De l'administration de la justice (palais de justice, fonctionnement des tribunaux, etc.)[loi 9] ;
- Des peines touchant les lois provinciales[loi 10] ;
- Des prisons provinciales (moins de 2 ans d'emprisonnement)[loi 11] ;
- De la gestion des forêts[loi 12].

Le Québec peut emprunter et régit la fonction publique du Québec.

## Histoire
Le droit québécois apparaît au XVIIe siècle avec l'implantation, sur le territoire canadien, d'un système juridique calqué sur l'ancien régime français. Il subira un bouleversement majeur lors de la Conquête britannique en 1759-1760 lorsque la Grande-Bretagne tentera d'implanter son système juridique. À partir de ce moment et pour le reste de son histoire, le droit québécois sera gravé par la mixité entre les sources françaises et anglaises.
Sur le plan du droit privé, le Québec se dotera, en 1866, de son propre code civil, le Code civil du Bas-Canada, qui restera en vigueur jusqu'à ce qu'il soit remplacé par le Code civil du Québec en 1994. Sur le plan du droit public, l'histoire du droit québécois est ponctuée de nombreux débats sur le statut politique du Québec, sans qu'aucune grande réforme ne fasse véritablement progresser la question.

### Avant la conquête (1760)
On peut faire remonter l'histoire du droit québécois à l'arrivée du navigateur Jacques Cartier près de Gaspé en 1534 lorsqu'il déclare prendre possession du territoire au nom de la France. À l'époque, les puissances européennes considèrent qu'une terre inconnue appartient à la première personne qui en fait la découverte,. Toutefois, c'est lors de la fondation de Québec par Samuel de Champlain que la présence française en Amérique prend une forme plus permanente. Le système juridique de l'époque est le même que celui en vigueur en France à ce moment. Toutefois, l'absence d'institutions semblables à la France obligera l'adaptation des règles, ce qui donnera une grande discrétion aux représentants du roi sur le territoire de la Nouvelle-France. Ainsi, dans les débuts de la colonie, Champlain détient les pouvoirs exécutifs, législatifs et judiciaires. Le droit « importé » comprend autant la législation (édits royaux, ordonnances et arrêts du Conseil du Roi) que le droit coutumier privé. En l'absence de droit coutumier local et d'indication de l'autorité souveraine, c'est généralement la Coutume de Paris qui est la référence en matière de droit privé.
En 1627 est créée la Compagnie des Cent-Associés. La Nouvelle-France passe donc d'un régime royal à un régime commercial. Le développement est assuré par la compagnie en échange de la colonisation des terres. Elle possède des droits seigneuriaux et est propriétaire de vastes portions du territoire.
L'année 1663 marque un changement important dans le système juridique du Canada. La France, incapable de régler promptement les affaires de la colonie, crée le Conseil souverain de la Nouvelle-France, une institution qui vise à reprendre la propriété de la colonie (jusqu'alors propriété de la Compagnie des Cent-Associés),. Le Conseil est alors doté, au nom du roi, des pouvoirs des législatifs, exécutifs et judiciaires. On peut considérer qu'il s'agit du premier gouvernement civil au Canada. À partir de 1665, avec l'arrivée de Jean Talon, le Conseil partage toutefois son pouvoir avec l'intendant de la Nouvelle-France. Ce dernier possède plusieurs pouvoirs exécutifs, législatifs et judiciaires. Le Conseil est responsable de gérer les deniers publics, traiter des affaires commerciales et nommer des officiers chargés de prononcer la justice. Sur le plan du droit en vigueur, le roi Louis XIV adopte un édit qui fait appliquer officiellement la Coutume de Paris au Canada. La Coutume régit « les droits des individus, en particulier leur statut personnel, leur régime matrimonial, ainsi que la propriété et la transmission de leurs biens. » Elle restera, avec l'Ordonnance de 1667, la fondement du droit en vigueur au Québec, et ce, jusqu'à la codification du droit québécois au XIXe siècle.
Contrairement au droit civil qui s'est adapté aux conditions locales, le droit criminel en vigueur durant la période coloniale française reste purement français. Il est, comme en métropole, particulièrement rigoureux (torture occasionnelle, exécutions sordides, etc.).
Ce système juridique restera en vigueur jusqu'à la Conquête du Canada par la Grande-Bretagne en 1759-1760.

### De la conquête (1760) à la confédération (1867)
En 1760, le Canada capitule face aux armées anglaises. S'installe alors un régime militaire britannique en Nouvelle-France (1760-1763). Les années qui suivent marquent une profonde incertitude sur le droit en vigueur. Malgré les demandes contraires, les Britanniques décident d'appliquer dans la mesure du possible les lois anglaises, mais dans les faits, plusieurs tribunaux continuent d'utiliser le droit français.
Par le Traité de Paris de 1763, la colonie devient définitivement anglaise. Le roi George III édicte la Proclamation royale de 1763 qui crée un nouveau territoire nommé Province de Québec. Sur le plan politique, aucune assemblée n'est élue pour représenter les citoyens et le pouvoir est exercé par le gouverneur et ses conseillers.  Les catholiques sont exclus de la plupart des fonctions publiques par l'instauration du serment du test. La Proclamation royale instaure le droit anglais dans la Province, mais l'incertitude subsiste malgré tout quant au droit en vigueur et les habitants, peu familiers avec le système de justice anglais, réussissent à poursuivre l'utilisation du droit français devant certains tribunaux. Le recours à l'arbitrage est d'ailleurs fréquent à l'époque.
En 1774, en raison de la résistance des Canadiens français à l'introduction du droit anglais, le Parlement britannique adopte l'Acte de Québec (1774) qui réinstaure le droit français dans les affaires privées (c'est-à-dire la propriété et les droits civils). Cette loi majeure dans l'histoire du droit québécois fera de la tradition du droit civil, la tradition juridique du droit privé au Québec jusqu'à nos jours. L'Acte de Québec abolit du même coup le serment du test et autorise la poursuite du régime seigneurial pour les terres déjà occupées. Le droit criminel demeure toutefois le même qu'en Angleterre. Sur le plan du pouvoir législatif, l'Acte crée le Conseil pour les affaires de la province de Québec composé d'une vingtaine de personnes chargées de conseiller le gouverneur de la province.
En 1791, afin de réagir à l'arrivée des Loyalistes américains, la Grande-Bretagne adopte l'Acte constitutionnel et divise la Province de Québec en deux colonies : l'une principalement anglophone, le Haut-Canada (le sud de l'Ontario actuel), et l'autre principalement francophone, le Bas-Canada (le sud du Québec actuel). Les deux colonies se voient dotées d'un parlement et en 1792 ont lieu les premières élections du Parlement du Bas-Canada. Le Conseil exécutif du Bas-Canada reste nommé par le roi qui conserve le pouvoir de ne pas entériner les lois en provenance du Parlement. Le Conseil fait aussi office de tribunal d'appel dans certains cas. Les débuts de la démocratie sur le territoire sont difficiles. Le Conseil exécutif n'est pas responsable devant le Parlement. La présence de francophones majoritaires à l'Assemblée législative, mais minoritaires au Conseil législatif et au Conseil exécutif occasionne de nombreux débats, notamment sur la question de la langue,.
Les nombreux griefs face au régime politique mènent aux Rébellions de 1837. En réaction, les institutions démocratiques du Bas-Canada sont suspendues. Le Parlement du Royaume-Uni suspend l'Acte constitutionnel et confère les pouvoirs du Parlement du Bas-Canada au Conseil spécial du Bas-Canada nommé par le gouverneur. C'est tout de même à cette époque que seront créées les institutions municipales au Québec. Le régime d'exception prendra fin quelques années plus tard, lorsqu'en 1840, le Parlement du Royaume-Uni adopte l'Acte d'Union qui unira, en 1841, le Haut-Canada et le Bas-Canada dans une seule colonie : la Province du Canada (ou Canada-Uni). Cette décision faisait suite au rapport Durham qui constatait que le régime constitutionnel précédent n'assimilait pas suffisamment les Canadiens français au peuple anglais.

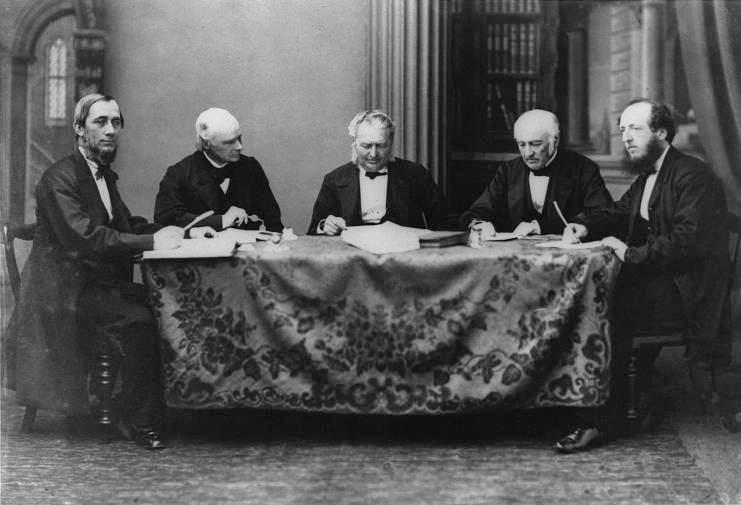
Commission ayant pour mandat de codifier les lois du Bas-Canada (vers 1865).

L'union législative faite en 1841 entre le Bas-Canada et le Haut-Canada se traduira néanmoins en un régime protofédératif qui permettait aux deux composantes (nommées Canada-Est et Canada-Ouest) d'avoir des règles qui leur sont propres. Le Canada-Est conserve son droit coutumier issu de la Nouvelle-France dans les affaires civiles et commerciales, et les institutions judiciaires, scolaires et municipales sont distinctes. Vers 1847, le Parlement de la province du Canada obtiendra le principe du gouvernement responsable.
Le milieu du XIXe siècle marque une effervescence sur le plan des changements juridiques au Canada-Est. La Cour du banc de la Reine (ancêtre de l'actuelle Cour d'appel du Québec) est créée en 1849. En 1854, le régime seigneurial de la Nouvelle-France, toujours en vigueur, est aboli. C'est aussi au milieu du XIXe siècle que commence à apparaître une doctrine juridique véritablement québécoise, et que les premiers cours de droit débutent à la nouvelle faculté de droit de l'Université Laval. En 1857 est créée la Commission de codification des lois civiles du Bas-Canada,. La commission met six ans pour aboutir au Code civil du Bas-Canada, un travail de codification complexe visant à intégrer la variété des sources du droit québécois (françaises, anglaises, impériales, locales, coutumières, législatives et jurisprudentielles). Le Code civil du Bas-Canada restera la loi principale du droit civil québécois jusque dans les années 1980. En 1867, le premier Code de procédure civile du Québec entrera en vigueur.

### De la confédération (1867) jusqu'à la Révolution tranquille

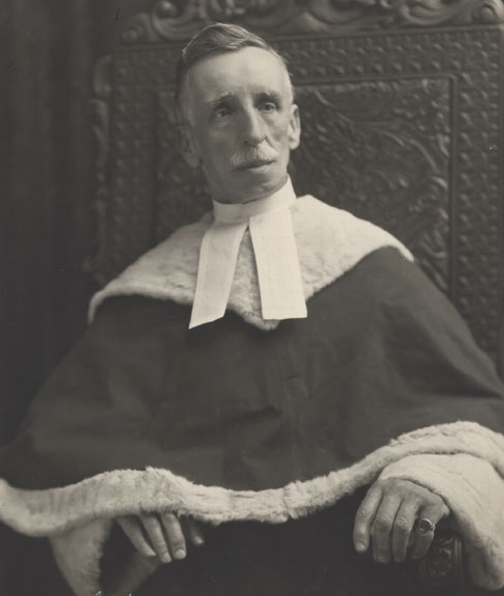
Pierre-Basile Mignault, ancien juge et professeur de droit québécois.

Le 1er juillet 1867, l'Acte de l'Amérique du Nord britannique de 1867 (une loi du Parlement du Royaume-Uni) fusionne différentes colonies britanniques pour former le Canada. La Province du Canada est alors divisée en deux provinces dans le nouveau pays : l'Ontario et le Québec. Le Canada est créé sous une forme fédérale. Les compétences législatives sont partagées entre les parlements des provinces et un Parlement fédéral. Le Québec conserve ainsi le pouvoir sur une bonne partie du droit civil.
Les premières années de la fédération canadienne sont marquées par de nombreux débats judiciaires sur le  partage des compétences entre les provinces et le Parlement fédéral. Contrairement à la Cour suprême du Canada, le Comité judiciaire du Conseil privé, plus haut tribunal à l'époque, interprète la Constitution de manière à protéger les pouvoirs des provinces et promouvoir une relation d'égalité entre ces dernières et le palier fédéral. En 1898 et 1912, les frontières du Québec sont étendues pour comprendre l'entièreté du Nord québécois, mais une décision du Conseil privé viendra retrancher le Labrador du territoire québécois.
Même si l'adoption du Code civil du Bas-Canada en avait déjà marqué un jalon, les années 1920 révèlent le vrai début d'un mouvement d'affirmation du droit civil dans les affaires juridiques québécoises. Cet essor est notamment associé au professeur et juge Pierre-Basile Mignault, auteur du premier traité complet sur le droit québécois et défenseur important du droit civil au Québec. Quelques progrès sociojuridiques sont effectués à cette époque, comme l'abolition de la mort civile en 1906. En 1914, Annie MacDonald Langstaff devient la première femme à obtenir un diplôme d'une faculté de droit, mais il faudra attendre trente ans de lutte pour que la première femme soit, en 1942, admise au Barreau du Québec.
L'arrivée au pouvoir de Maurice Duplessis en 1936 amorce le début d'importantes saga judiciaires entre le pouvoir politique au Québec et les tribunaux. En 1937, le gouvernement Duplessis fait adopter la Loi du cadenas visant à mettre un terme aux activités communistes au Québec. La Cour suprême du Canada invalidera cette loi en 1957. C'est toutefois l'affaire Roncarelli qui marque cette époque. La Cour suprême condamne le premier ministre Duplessis pour avoir retiré volontairement un permis d'alcool à Frank Roncarelli en raison de son adhésion aux témoins de Jéhovah. Il s'agit d'une des décisions les plus importantes du droit canadien, non seulement parce qu'elle illustre cette période sombre de l'histoire du Québec qu'est la Grande Noirceur, mais aussi parce qu'il s'agit de la première grande décision canadienne sur la primauté du droit et la liberté de religion,.

### Révolution tranquille (années 1960 et 1970)
À partir de la Révolution tranquille, le droit québécois se modernise. Dès 1955, le gouvernement prévoit réformer le Code civil du Bas-Canada. Pendant ce travail de longue haleine, le droit évolue parallèlement avec l'adoption en 1964 de la Loi sur la capacité juridique de la femme mariée, qui permet notamment à la femme d'agir civilement, d'ester en justice et supprime le devoir d'obéissance envers le mari. En 1965, un nouveau Code de procédure civile est adopté et abolit l'emprisonnement en matière civile. D'autres droits de la personne progressent de façon importante à cette époque. Le mariage civil est permis en 1969 et l'âge de la majorité passe, en 1972, de 21 à 18 ans. Cette évolution culmine par l'adoption, en 1975, de la Charte des droits et libertés de la personne, qui donne aux Québécois plusieurs droits civiques dans leurs relations entre eux et avec le gouvernement (comme le droit à la liberté, le droit à ne pas être discriminé, etc.),. Le droit de la famille est aussi complètement réformé en 1980 par l'adoption d'un code civil partiel, le Code civil du Québec de 1980.
Le Québec crée aussi durant cette période plusieurs régimes à caractère social visant à protéger les citoyens et à augmenter l'accès à la justice. En 1978, la Société de l'assurance automobile du Québec (SAAQ) est créée. Ainsi, il n'est plus possible pour une victime d'un accident de la route de poursuivre une autre personne pour des dommages corporels. Toutes les réclamations sont faites à la SAAQ qui est l'assureur public obligatoire pour les automobilistes. La Loi sur la protection du consommateur, adoptée dans les années 1970, créé de nombreuses obligations aux commerçants (obligation de fournir une garantie, obligations lors de la publicité, etc.). Finalement, le gouvernement instaure en 1977 une procédure d'action collective au Québec permettant à une personne d'intenter une poursuite au nom de plusieurs autres afin d'obliger une entreprise ou un gouvernement à indemniser toutes les personnes auxquelles il a porté préjudice.
Sur le plan constitutionnel, dès les années 1960, des négociations se tiennent à de nombreuses reprises entre le Canada et le Québec sur une réforme de la Constitution du Canada. Malgré de nombreuses négociations jusqu'en 1982, aucune des réformes n’aboutira à la satisfaction des parties et la Constitution sera rapatriée sans l'accord du Québec par la Loi constitutionnelle de 1982. Parallèlement, les années 1970 marquent la venue de législations linguistiques. La Charte de la langue française remplace, en 1978, la Loi sur la langue officielle, et consacre ainsi le français comme langue commune, notamment en matière de travail et d'éducation.

### Depuis 1982
Les débats constitutionnels se poursuivent après l'adoption de la Loi constitutionnelle de 1982. Durant la décennie suivante, deux projets de réforme importante de la Constitution canadienne échouent : l'Accord du lac Meech (1987-1990) et l'Accord de Charlottetown (1992). Ces échecs mènent à la tenue d'un deuxième référendum québécois sur la souveraineté (1995), confirmant le statu quo. En 1997, le Québec réussit tout de même à faire modifier un article de la Constitution pour lui permettre, avec la loi 118, d'organiser ses écoles publiques de manière linguistique plutôt que religieuse. La Loi constitutionnelle de 1982, plus particulièrement la Charte canadienne des droits et libertés, a toutefois eu un impact important sur le droit québécois. La Charte a amené la Cour suprême du Canada à invalider plusieurs lois québécoises, notamment sur la question linguistique.
Durant les dernières décennies, la réforme majeure au niveau du droit québécois a été le remplacement du Code civil du Bas-Canada par le Code civil du Québec. Cette modernisation du droit québécois débute plus formellement dans les années 1970 par la création de l'Office de révision du Code civil. Le processus se conclut le 1er janvier 1994 par l'entrée en vigueur du Code civil du Québec et l'abrogation définitive du Code civil du Bas-Canada. Le nouveau Code civil place la personne au centre du droit québécois et elle consolide la tradition de droit civil comme étant la ius commune, c'est-à-dire le fondement des principes du droit québécois.
Quelques réformes législatives d'importances moyennes ont eu lieu durant les dernières années. Le Parlement du Québec adopte en 2014, un nouveau Code de procédure civile visant à favoriser les modes alternatifs de résolution des conflits. De même, la prise en compte du nombre important de conjoints de fait au Québec est un débat important des années 2010. Après que la Cour suprême eut refusé de leur appliquer les protections issues du mariage, le gouvernement a lancé une consultation pour réformer le droit québécois à cet égard.

## Branches du droit

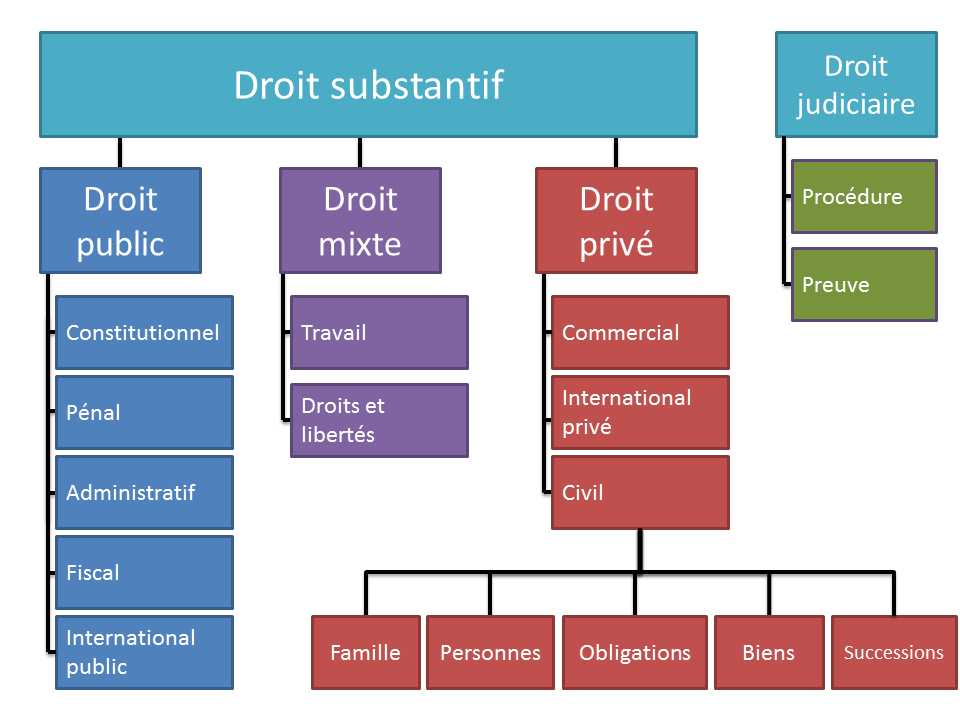
Schéma des différentes branches du droit québécois

Bien qu'il existe plusieurs manières de diviser les branches du droit québécois, celles-ci se regroupent généralement en deux sphères : le droit privé et le droit public. Le droit privé touche les relations entre les personnes, alors que le droit public traite des règles qui régissent le gouvernement. Certaines portions du droit québécois sont considérées comme mixtes. C'est le cas par exemple des droits et libertés de la personne et du droit du travail. Enfin, le droit judiciaire regroupe l'ensemble des règles touchant l'administration de la justice et la procédure.
Le droit québécois est influencé par deux traditions juridiques (voir « Bijuridisme » ci-dessus). De façon générale, le droit privé répond à la tradition civiliste, tandis que le droit public et le droit judiciaire sont davantage influencés par la common law. Toutefois, l'évolution historique amène chacun des domaines du droit à être influencé par l'une et l'autre des traditions.

### Droit privé
Le droit privé au Québec touche l’ensemble des relations entre les individus (personnes physiques ou morales). Il est en grande partie sous la juridiction du Parlement du Québec. En effet, la Constitution donne aux gouvernements provinciaux l'autorité de légiférer sur « [l]a propriété et les droits civils dans la province ». Toutefois, le Parlement du Canada influence aussi le droit privé québécois, notamment par son pouvoir sur les banques, la faillite, le mariage, le divorce et le droit maritime.
Le droit privé est principalement codifié au sein du Code civil du Québec, adopté en 1991. Son prédécesseur, le Code civil du Bas-Canada, avait été adopté en 1866 en s'inspirant largement de l'exemple français, le Code Napoléon. Le Code civil du Québec comprend ainsi les principes règles de droit régissant la personnalité juridique, le droit des biens, la famille, les obligations, le droit international privé, etc. Il constitue ainsi le principal texte régissant le droit commun du Québec. Cela n'empêche pas le droit privé québécois d'être régi par un grand nombre d'autres lois spécifiques.
Pour des raisons historiques, le droit privé québécois a été grandement influencé par le droit privé français.
Le droit privé se compose de trois grands domaines : le droit civil, le droit commercial et le droit international privé.

#### Droit civil
Le droit civil du Québec comprend l'ensemble des règles qui régissent les rapports entre individus. Il est grandement inspiré du droit civil français, même si l'évolution historique et les influences canadiennes et américaines ont amené plusieurs différences entre le droit civil français et le droit civil québécois.
Sur le plan du droit des personnes, le droit civil québécois accorde le plein exercice des droits à la personne de 18 ans ou plus. Le mineur peut tout de même effectuer des actes juridiques de faible importante et consentir seul à des soins dès l'âge de 14 ans. Le Code civil prévoit aussi des règles pour que la famille puisse prendre des décisions pour une personne en cas de perte de la capacité juridique.
En matière de droit de la famille, même si le Parlement fédéral est responsable des conditions pour se marier et se divorcer, le Québec a juridiction sur toutes les conséquences de ces actes. Cela a amené un certain métissage du droit familial québécois entre le droit français et le droit anglais. Ainsi, lors de leur divorce, les époux doivent diviser à parts égales une grande partie de leurs biens (ceux compris dans le patrimoine familial) et se doivent une pension alimentaire. Toutes les décisions des tribunaux touchant les enfants doivent être prises selon leur intérêt supérieur et il n'y a aucune différence pour les enfants s'ils sont des enfants naturels ou adoptés ou si leurs parents sont mariés ou non. Depuis 2002, le Québec a mis sur pied l'union civile, dont les effets sont quasi identiques au mariage. Toutefois, les conjoints qui ne sont ni mariés ni unis civilement (appelés conjoints de fait au Québec) sont à peu près absents du droit familial québécois.
En matière de droit des successions, le Québec reconnaît la liberté complète du défunt de léguer ses biens à qui que ce soit,.
En matière de droit des obligations, le droit civil québécois est très semblable au droit français. On retrouve, dans le Code civil du Québec, deux sources principales des obligations : les contrats et la loi. Lorsqu'une personne contrevient à une obligation qui émane d'un contrat ou de la loi, elle est susceptible d'engager sa responsabilité civile. Il existe trois grandes conditions pour être condamné en responsabilité civile : la personne doit avoir commis une faute (qui peut être le non-respect d'un contrat) ; une victime doit avoir subi un dommage ; le dommage doit avoir été causé par la faute.
Le droit des biens au Québec est inspiré, de manière générale, de deux grandes sources historiques : le droit romain et le droit coutumier en France. Les règles touchant le droit des biens sont contenues au Code civil du Québec. Le droit des biens québécois adopte une vision très libérale : le droit de propriété est fortement reconnu et les personnes sont généralement libres de prévoir la manière dont ils utilisent, disposent ou transfèrent leurs biens. Le droit des biens comprend aussi plusieurs règles pour faciliter le bon voisinage entre propriétaires.

#### Droit commercial
Le droit privé québécois comprenait jadis une deuxième branche, le droit commercial. Le Code civil du Bas-Canada (de 1866 à 1993) prévoyait des règles distinctes pour ce type de relations. Toutefois, depuis l'entrée en vigueur du Code civil du Québec en 1994, le droit commercial s'est en grande partie fondu avec le droit civil. En effet, les règles applicables aux individus s'appliquent maintenant en grande partie aux relations entre les entreprises commerciales. Toutefois, le droit commercial persiste à être un domaine de pratique distinct (souvent appelé « droit des affaires »). Il existe tout de même un grand nombre de lois québécoises particulières aux entreprises afin, notamment, de régir les sociétés par actions et les transactions de valeurs mobilières.

#### Droit international privé
Le droit international privé québécois comprend l'ensemble des règles qui permettent de résoudre les problèmes de conflits entre les lois domestiques et les lois étrangères. Il détermine aussi la reconnaissance du droit étranger au Québec. Les règles qui touchent le droit international privé québécois sont contenues en majeure partie au Code civil du Québec. Lors de l'adoption du Code civil, le Québec s'est grandement inspiré du droit international privé en Suisse.

### Droit public
À l'inverse du droit privé, le droit public québécois est grandement issu de la tradition de la common law. Il peut être divisé en droit constitutionnel, droit administratif, droit pénal, droit fiscal et droit international public.

#### Droit constitutionnel

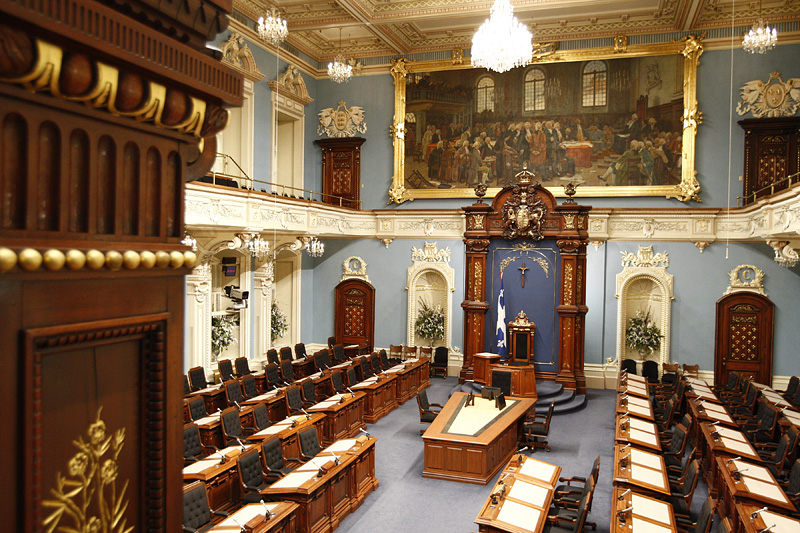
La salle de l'Assemblée nationale du Québec (2010).

Le droit constitutionnel québécois régit les règles entourant le gouvernement québécois, le Parlement du Québec et les tribunaux. Le Québec ne dispose pas de constitution unique rassemblée dans un même document. Ainsi, le droit constitutionnel québécois est régi en grande partie par la Constitution du Canada, notamment par la Loi constitutionnelle de 1867, mais aussi par diverses lois du Parlement du Québec.
L'Assemblée nationale possède néanmoins le pouvoir de modifier la « constitution de [la] province ». Ainsi, le Québec peut modifier ce qui « porte essentiellement sur l'organisation et le fonctionnement des institutions de la province. » Cela peut porter, par exemple, sur le fonctionnement de l'Assemblée nationale, les règles électorales ou les institutions importantes de la société.
De plus, considérant que le droit constitutionnel québécois appartient à la tradition de common law, les précédents judiciaires et la tradition constitutionnelle britannique y ont une place importante.

#### Droit administratif
Le droit administratif québécois régit les relations entre les individus et l'administration publique québécoise. De la même manière que le droit constitutionnel, le droit administratif québécois est grandement influencé par les principes de la common law. Toutefois, le Québec a adopté plusieurs lois spécifiques qui définissent les relations entre l'administration et les citoyens.
Le contrôle des pouvoirs publics se fait de manière similaire au reste du Canada. La Cour supérieure du Québec et le Tribunal administratif du Québec sont les deux principaux tribunaux responsables d'entendre les litiges des citoyens avec l'administration publique. La responsabilité civile des organisations publiques est, quant à elle, régie par des principes similaires à la responsabilité civile générale québécoise.
Le Québec, tout comme le gouvernement fédéral, possède un pouvoir de droit fiscal. Il l'utilise en prélevant entre autres un impôt sur le revenu, la taxe de vente du Québec et des impôts fonciers.

#### Droit pénal
Le Québec a aussi juridiction sur le droit pénal, mais de façon restreinte, puisque le Parlement du Canada est responsable du droit criminel. Le Parlement fédéral peut adopter toute mesure visant à interdire un comportement pour des raisons purement morales ou d'ordre public. À l'opposé, le Québec peut créer des peines pour faire appliquer ses lois. Le droit pénal québécois se rattache donc aux autres sphères de compétences du Québec.
Le droit pénal québécois comprend donc un vaste éventail d'infractions. Par exemple, le Québec a un Code de la sécurité routière qui concerne l'utilisation de véhicules et la circulation des piétons sur les chemins publics. En matière de droit du travail, plusieurs lois prévoient des peines à ceux qui enfreignent ces dispositions (Code du travail, Loi sur les normes du travail, Loi sur la santé et la sécurité du travail). Le Québec a ainsi des infractions pénales dans un grand nombre d'autres domaines, comme le droit de la consommation (Loi sur la protection du consommateur), la protection de la jeunesse, la santé, etc.. Les poursuites pénales sont faites par les avocats du Directeur des poursuites criminelles et pénales ou de certaines municipalités. Les poursuites se déroulent généralement devant la Cour du Québec ou les cours municipales. Il n'y aucun procès devant jury pour les infractions aux lois québécoises.
De plus, le Québec est responsable de l'administration de prisons (voir « Système carcéral » ci-dessous), de même que l'administration des tribunaux qui ont un pouvoir sur les questions pénales et criminelles (Cour d'appel du Québec, Cour supérieure du Québec, Cour du Québec et les cours municipales).

#### Droit international public

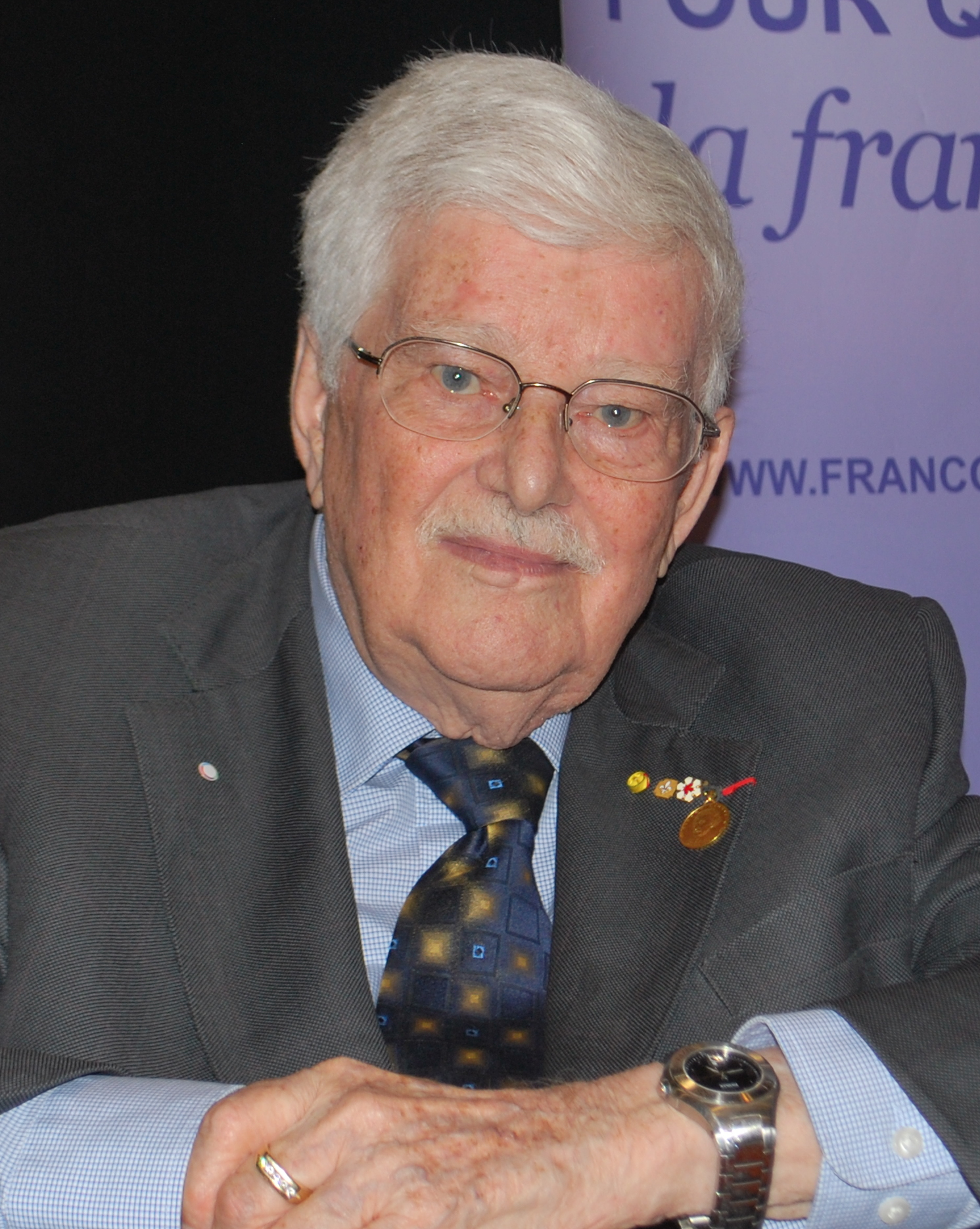
Paul Gérin-Lajoie en 2012 (ancien ministre québécois ayant énoncé la doctrine Gérin-Lajoie en 1965).

Le Québec est responsable de la mise en œuvre des engagements internationaux du Canada qui tombe dans son champ de compétence. Ainsi, les traités internationaux touchant, par exemple, le droit de la famille, la reconnaissance des jugements étrangers ou la culture, doivent être adoptés par une loi québécoise (le Canada fonctionnant avec un système dualiste en droit international, les traités doivent être adoptés par les parlements pour avoir force légale).
L'existence d'un droit international public québécois est l'objet de quelques débats en droit canadien. Bien que la conclusion des traités internationaux relève normalement du gouvernement fédéral, le Québec a conclu par le passé plusieurs centaines d'ententes internationales avec des pays ou des États fédérés en vertu de la doctrine Gérin-Lajoie. Ces ententes pourraient n'être que des ententes administratives plutôt que des traités.
De plus, le Québec assure sa représentation au sein des organisations liées à la culture francophone, comme l'Organisation internationale de la francophonie et l'UNESCO. Il possède aussi plusieurs bureaux de représentations diplomatiques à travers le monde. Enfin, les règles régissant l'immigration au Québec relèvent d'une compétence partagée entre le gouvernement fédéral et le Québec. Afin de s'entendre sur les règles applicables, le gouvernement fédéral et le Québec ont signé l'Accord Canada-Québec relatif à l'immigration et à l'admission temporaire des aubains qui prévoit le droit du Québec de choisir certains immigrants et leur nombre. Le gouvernement fédéral est toutefois le seul à pouvoir octroyer la citoyenneté canadienne.

### Droit mixte
Certaines portions du droit québécois sont difficilement classables parmi le droit privé ou le droit public. C'est le cas notamment des droits et libertés de la personne et du droit du travail.
Les droits et libertés au Québec sont en grande partie définis dans la Charte des droits et libertés de la personne. Cette loi quasi constitutionnelle, adoptée en 1975, édicte plusieurs droits et libertés fondamentaux (liberté l'expression, liberté de conscience, liberté de religion, interdiction de la discrimination, droits économiques et sociaux, etc.). Elle s'applique à tous les citoyens entre eux et dans leur relation avec le gouvernement du Québec. La Commission des droits de la personne et des droits de la jeunesse est responsable d'enquêter et de défendre les citoyens sur les cas de discrimination et le Tribunal des droits de la personne est chargé de trancher les litiges dans ce domaine. Cela n'empêche pas les lois québécoises d'être aussi soumises à la Charte canadienne des droits et libertés.
Le droit du travail est aussi considéré un domaine mixte du droit québécois. Dans les domaines de compétences fédérales, le droit du travail fédéral s'applique, tandis que dans les domaines provinciaux, il s'agit du droit québécois. Environ 90 % des travailleurs québécois sont soumis aux lois provinciales. Le droit du travail comprend des règles qui s'appliquent à l'ensemble des employés (qu'ils soient syndiqués ou non). Par exemple, le Québec s'est doté de la Loi sur les normes du travail qui fixe les conditions minimales du travail sur Québec (salaire minimum, durée de la semaine de travail, vacances obligatoires, etc.). Il existe aussi un régime de cotisation obligatoire, administré par la Commission des normes, de l'équité, de la santé et de la sécurité du travail (CNESST), dont les recettes visent à indemniser les lésions résultants d'un accidents du travail et ou d'une maladie professionnelle, sans égard à la faute du travailleur ou de l'employeur. Pour les employés syndiqués, les règles touchant les relations avec leur employeur sont prévues au Code du travail. Les syndicats québécois fonctionnent de façon générale selon la formule Rand, c'est-à-dire que la présence d'un syndicat est facultative dans un milieu de travail, mais que s'il est formé, il ne peut en exister qu'un seul par groupe de travailleurs effectuant des tâches semblables. Tous ces travailleurs sont alors obligés de cotiser à cet unique syndicat. De plus, le syndicat et l'employeur peuvent effectuer une grève ou un lock-out uniquement lorsque la convention collective est échue,.
Finalement, le droit applicable aux ordres professionnels est aussi une sphère de droit mixte. Le Code des professions encadre plus d'une cinquantaine de professions, régissant ainsi les conditions d'exercice des professions et leur procédure disciplinaire.

### Droit judiciaire
Le droit judiciaire désigne les règles de procédures et de preuve applicables à un litige. Beaucoup plus que les domaines de droit substantiel, le droit judiciaire québécois est issu d'un métissage entre la tradition civiliste et la common law.
La procédure québécoise est de type accusatoire, c'est-à-dire que les parties sont responsables elles-mêmes de présenter au juge les faits pour soutenir leur cause. Les règles de preuve sont basées sur un système de preuve légale, c'est-à-dire que la preuve qui peut être présentée devant un tribunal est très encadrée de façon à garantir l'égalité entre les parties. Toutefois, depuis plusieurs décennies, les tribunaux n'ont pas hésité à restreindre la liberté des plaideurs et à limiter les restrictions à l'administration de la preuve.
En matière civile, la procédure est contenue au Code de procédure civile. Le droit québécois oblige les avocats à ce que l'importance des procédures utilisées soit proportionnelle à l'importance du litige. De plus, la procédure ne vise pas à ajouter, ni à combler le droit substantiel, mais plutôt à faire « apparaître le droit ». Le Québec a été la première province à se doter d'une procédure d'action collective. Elle permet à une personne d'en représenter plusieurs autres sans leur autorisation. Depuis 1976, il n'y a plus de jury en matière civile au Québec. Les règles de preuve, quant à elles, sont contenues principalement au Code civil du Québec. Elles s'inspirent des règles de preuve en droit civil français, mais ont été grandement influencées par les règles de preuve anglaise en vigueur en matière commerciale avant 1866.
En matière de droit pénal québécois, les règles de procédures sont codifiées au Code de procédure pénale. Toutefois, il existe très peu de règles propres au droit pénal québécois et il s'agit donc de la common law canadienne qui s'applique. L'accusé bénéficie de la présomption d'innocence et sa culpabilité doit être démontrée hors de tout doute raisonnable.

## Tribunaux

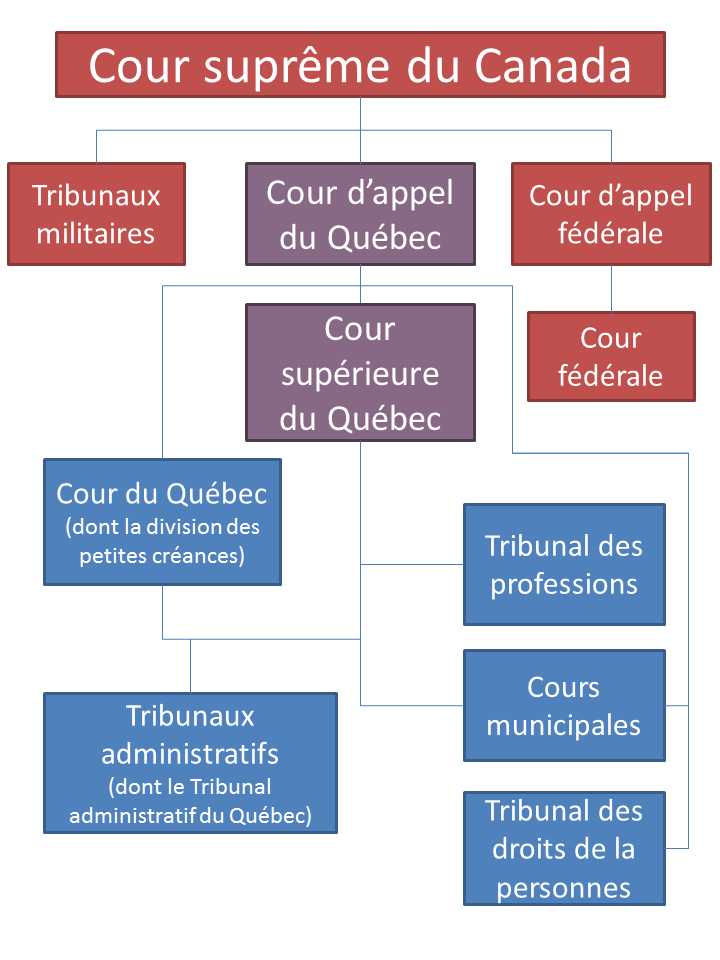
Schéma de l'organisation judiciaire au Québec.
Fonctionnement et nomination des juges sous juridiction du gouvernement fédéral.
Fonctionnement sous juridiction du Québec, mais nomination des juges par le gouvernement fédéral.
Fonctionnement et nomination des juges sous juridiction du gouvernement du Québec.

Les tribunaux qui ont un pouvoir sur le droit québécois sont organisés en une pyramide dont le sommet est occupé par la Cour suprême du Canada. Il est important de savoir qu'au Canada, il n'existe pas de division du système judiciaire comme dans plusieurs autres pays. À quelques exceptions près, les tribunaux peuvent entendre autant des recours basés sur le droit provincial que sur le droit fédéral, de même des recours de droit civil, pénal ou constitutionnel
. Malgré le caractère fédératif du Canada, les tribunaux sont organisés de façon assez unitaire.
Le Parlement du Québec est responsable de l’administration des tribunaux québécois (Cour d'appel du Québec, Cour supérieure du Québec, Cour du Québec, etc.). Le Parlement du Canada a autorité sur les tribunaux qu’il a lui-même créés (Cour suprême du Canada, Cour fédérale, etc.). Toutefois, bien que le Québec en ait la gestion, le gouvernement fédéral nomme et rémunère les juges à la Cour supérieure et à la Cour d'appel.
Les actions au Québec doivent donc premièrement être déposées devant un tribunal de première instance. Selon le montant en litige et le type de recours, le tribunal de première instance peut être la Cour supérieure, la Cour du Québec, une cour municipale, un tribunal administratif, etc. Ensuite, la décision pourrait être portée en appel, selon le cas, à la Cour d'appel du Québec et finalement, si la cause est d’une grande importance, à la Cour suprême du Canada.

### Tribunaux fédéraux
Le seul tribunal fédéral ayant directement autorité sur le droit québécois est la Cour suprême du Canada. Toutes les décisions de la Cour d'appel du Québec peuvent être portées en appel devant ce tribunal. Toutefois, la Cour suprême n'accepte d'entendre qu'une douzaine de causes provenant du Québec chaque année.
Les autres tribunaux fédéraux (Cour fédérale, Cour d'appel fédérale et tribunaux militaires) se limitent à juger du droit qui relève de la compétence législative du palier fédéral.

### Tribunaux mixtes

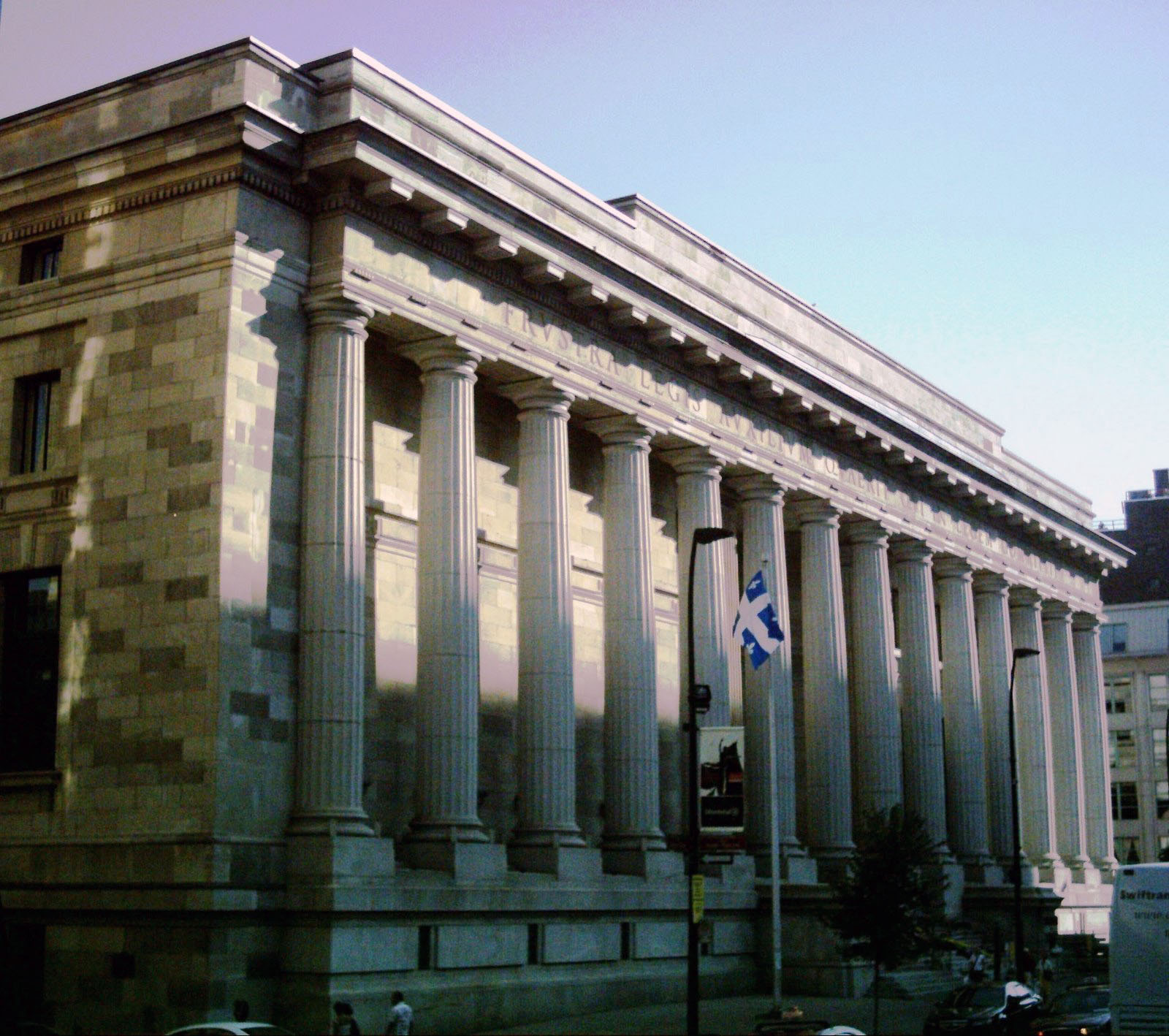
Édifice Ernest-Cormier, siège de la Cour d'appel du Québec à Montréal.

Les tribunaux « mixtes » désignent les deux tribunaux dont le Québec est responsable de la gestion, mais dont les juges sont nommés par le gouvernement fédéral. Il s'agit de la Cour supérieure et de la Cour d'appel.
La Cour supérieure du Québec possède le pouvoir inhérent de statuer sur toutes causes qui n'ont pas été assignées à une autre instance. De par cette compétence, la Cour supérieure possède le pouvoir notamment de trancher tout litige de 75 000 $ et plus, prononcer les divorces, surveiller la légitimité des décisions des tribunaux administratifs, prononcer des injonctions, entendre des actions collectives, etc..
La Cour d'appel du Québec a deux mandats. Elle est d'abord le tribunal général d'appel sur tous les jugements de première instance au Québec. C'est-à-dire qu'elle entend des appels provenant de la Cour supérieure, de la Cour du Québec et de plusieurs tribunaux administratifs. De plus, la Cour d'appel possède le pouvoir de répondre à des renvois formulés par le gouvernement du Québec. La Cour d'appel rend plus de 1 500 jugements par année.

### Tribunaux provinciaux
En plus des tribunaux ci-dessus, le Québec a créé plusieurs tribunaux provinciaux. Dans tous les cas, il s'agit de tribunaux dont les pouvoirs sont limités à ce que la loi prévoit.
La Cour du Québec est le tribunal de première instance pour un grand nombre de recours civils et criminels. Elle est responsable d'entendre les recours civils dont le montant en litige est de moins de 75 000 $. Elle peut aussi entendre des recours dont le montant en jeu est entre 75 000 $ et 100 000 $, tout comme la Cour supérieure du Québec. Sur le plan criminel, elle entend la majorité des causes lorsqu'elles ne nécessitent pas la présence d'un jury. La Cour du Québec est constituée de trois chambres : la Chambre de la jeunesse, la Chambre criminelle et pénale ainsi que la Chambre civile. Cette dernière chambre comprend la division des petites créances (pour les litiges de moins de 15 000 $).
Il existe aussi quelques autres tribunaux de première instance. Les cours municipales entendent certaines causes criminelles et les litiges sur le droit municipal. Le Tribunal des droits de la personne juge des poursuites pour discrimination selon la Charte des droits et libertés de la personne.
Finalement, le Québec compte un grand nombre de tribunaux administratifs chargés de voir à l'application d'une ou plusieurs lois. Le plus important d'entre eux est le Tribunal administratif du Québec qui entend les contestations des citoyens sur les décisions administratives du gouvernement (délivrance de permis, admissibilité à un programme social, etc.). Il existe aussi un Tribunal des professions chargé d'entendre les appels des décisions disciplinaires des ordres professionnels. De même, plusieurs tribunaux administratifs ont été créés pour trancher des litiges dans des domaines spécialisés, comme le Tribunal administratif du travail, la Tribunal administratif du logement, la Commission municipale du Québec, la Commission d'accès à l'information, etc.

## Sécurité publique et système pénal

### Corps policiers

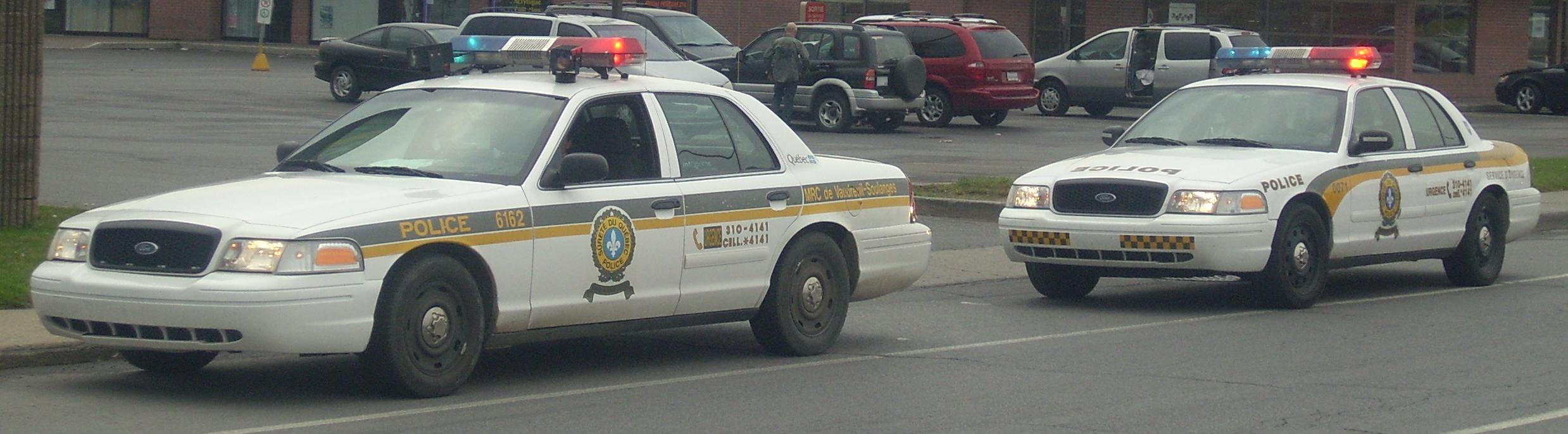
Auto-patrouilles de la Sûreté du Québec.

Il existe quatre types de corps policiers ayant le pouvoir de maintenir la paix et de prévenir le crime au Québec : la Gendarmerie royale canadienne (GRC), la Sureté du Québec (SQ), les polices municipales et les polices autochtones. La police au Canada est responsable de mener les enquêtes et de déposer les accusations qui seront menées par les procureurs de la Couronne.
De façon générale, la Sûreté du Québec est responsable de l’application de la loi sur l’ensemble du territoire québécois,. Elle offre son soutien aux corps policiers municipaux et agit aussi dans les municipalités qui n’en ont pas,.
Les corps de police municipaux, tels le Service de police de la ville de Montréal et le Service de police de la Ville de Québec, sont, quant à eux, les premiers responsables de l’application de la loi dans leur municipalité. Toutefois, dans plus d'un millier de municipalités, ce rôle est confié directement à la Sûreté du Québec, vu la difficulté de maintenir un corps policier dans des municipalités de plus petite taille.
Pour l’application de certaines lois fédérales, la Gendarmerie royale du Canada conserve un pouvoir sur le territoire du Québec. Elle s'occupe notamment de la sécurité nationale et de la criminalité interprovinciale. Toutefois, vu l'existence de la Sûreté du Québec, son rôle est plus restreint que dans les autres provinces.
Finalement, il existe des corps policiers sur les territoires des communautés autochtones.

### Procureurs de la Couronne
Lors d’infractions aux lois provinciales ou fédérales (dont le Code criminel), le Directeur des poursuites criminelles et pénales est responsable, par le biais des procureurs de la Couronne, d’engager des poursuites devant les tribunaux. Lors d’infractions à certaines lois fédérales spécifiques (par exemple dans les affaires de stupéfiants), le ministère de la Justice du Canada conserve le pouvoir de poursuivre les contrevenants.

### Système carcéral

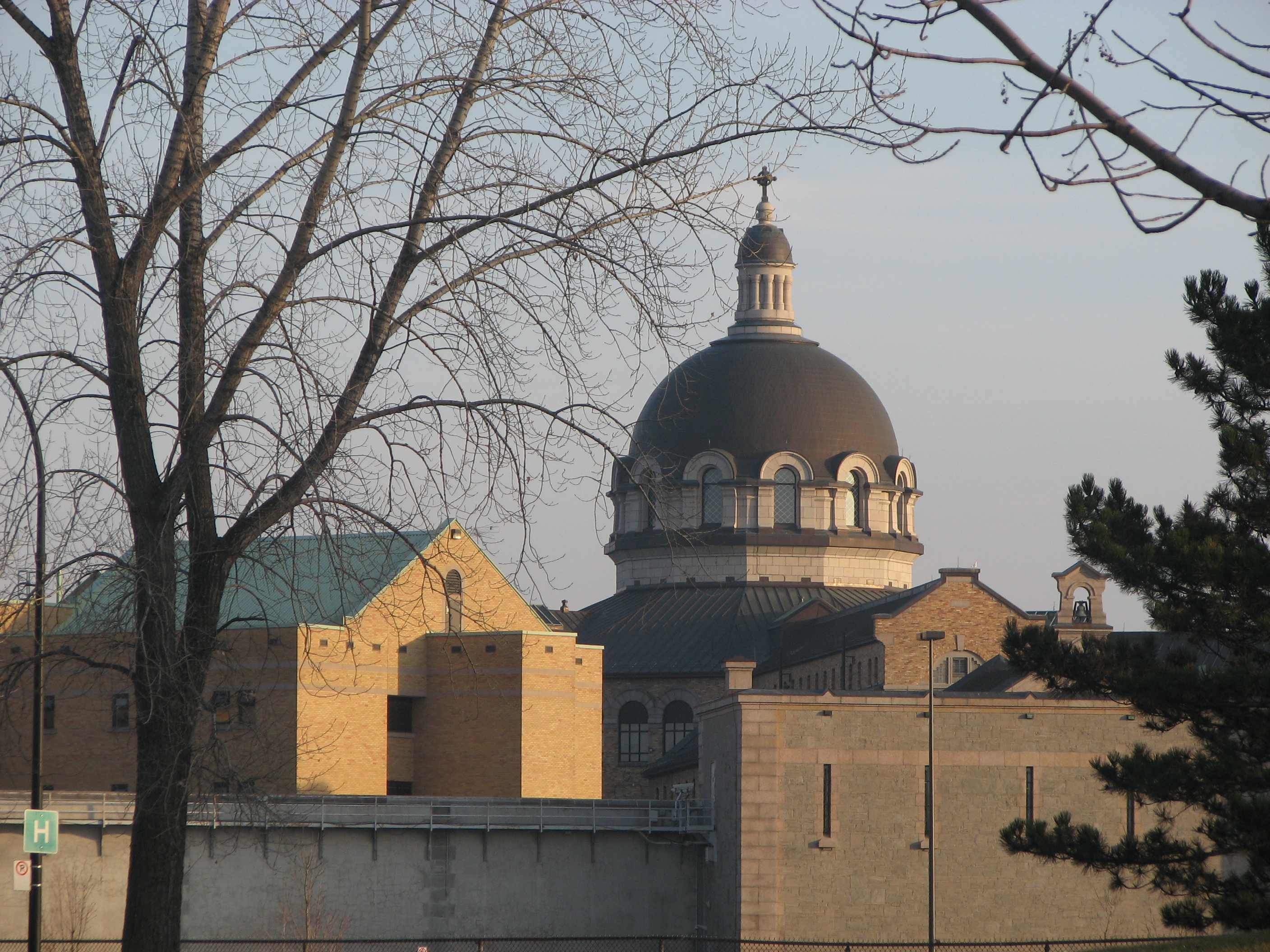
La prison de Bordeaux, plus grande prison au Québec.

Le Québec est responsable de la tenue d'établissements de détention, c'est-à-dire des prisons provinciales pour des personnes ayant à purger une peine de moins de deux ans. Ces prisons sont gérées par le Ministère de la Sécurité publique. Il y a 18 prisons provinciales au Québec.
Les prisons du Québec se distinguent des pénitenciers fédéraux qui eux, sont gérés par le gouvernement fédéral. Il s'agit du Code criminel qui détermine que les personnes ayant moins de deux ans à purger doivent le faire dans une prison provinciale.
En 2020-2021, il y avait 5 679 places d'emprisonnement dans les prisons québécoises. Il y a eu 22 182 admissions dans les prisons.

## Professions et éducation juridiques

### Professions juridiques
On retrouve au Québec, comme plusieurs autres juridictions de tradition civiliste, deux grandes professions juridiques : les avocats et les notaires. Le Barreau du Québec et la Chambre des notaires sont les deux ordres professionnels responsables de l'accès à ces professions. Personne ne peut s'identifier comme avocat, ni comme notaire sans entre membre de l'ordre professionnel correspondant. De plus, chacune des professions a le droit exclusif de poser certains actes (comme celui de fournir des conseils juridiques).
Il y a environ 25 000 avocats au Québec. Plus de la moitié d'entre eux travaillent en pratique privée (pour un cabinet d'avocats ou à leur propre compte) et 39 % travaillent pour la fonction publique ou une entreprise publique. Les avocats sont les seuls autorisés à représenter et assister au nom d'un justiciable devant les tribunaux (sauf si la personne se représente seule). L'accès à la profession d'avocat se fait généralement par l'obtention du baccalauréat en droit, suivie d'une formation professionnelle de 4 ou 8 mois à l'École du Barreau. Le candidat à la profession doit par la suite suivre un stage de 6 mois auprès d'un avocat. En 2015, le salaire médian d'un avocat au Québec variait de 90 000 $ à 130 000 $ canadiens.
Les notaires quant à eux sont responsables des dossiers non litigieux. Ils donnent des conseils juridiques et instrumentent des actes juridiques en la forme authentique (testaments, contrat de mariage, etc.). Ils ne peuvent toutefois pas représenter leurs clients devant les tribunaux. Il y a environ 3 900 notaires au Québec.
De plus, il y a au Québec environ 400 juges nommés par le gouvernement du Québec (la Cour du Québec, le Tribunal des droits de la personne, etc.) et 223 par le gouvernement fédéral (la Cour d'appel et la Cour supérieure). Ils siègent dans l'un ou l'autre des tribunaux québécois.

### Éducation juridique
Sur le plan universitaire, le droit québécois s'enseigne dans six universités. Celles-ci offrent un baccalauréat de 3 ans, à l'exception de l'Université McGill où le programme est de 3 ans et demi. Les universités de Montréal et d'Ottawa offrent toutefois un programme d'un an supplémentaire pour permettre de suivre une formation en common law pour compléter celle en droit québécois. L'Université McGill enseigne d'emblée, au sein du programme de droit, la common law canadienne et le droit québécois. Le baccalauréat en droit permet d'accéder à l'École du Barreau afin de devenir avocat.
Sur le plan des études supérieures, toutes les universités offrant le baccalauréat en droit offrent aussi des programmes de maîtrise et de doctorat en droit. Les universités de Montréal, de Sherbrooke, d'Ottawa et Laval offrent aussi le programme de maitrise en droit notarial permettant l'accès à la Chambre des notaires du Québec.
Il n'existe pas de formation universitaire pour devenir juge au Québec. Les juges sont nommés par le gouvernement du Québec et par le gouvernement fédéral parmi des avocats exerçant leur métier depuis au moins 10 ans,.

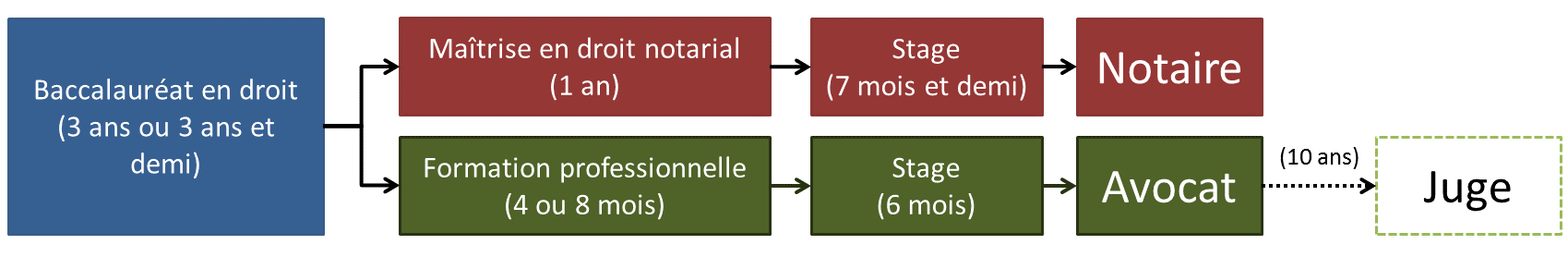
Schéma sur la formation pour devenir notaire, avocat ou juge au Québec.

Sur le plan collégial, le droit s'enseigne dans plusieurs programmes techniques, notamment les programmes de techniques policières, techniques juridiques ou techniques d'intervention en délinquance.

## Organismes

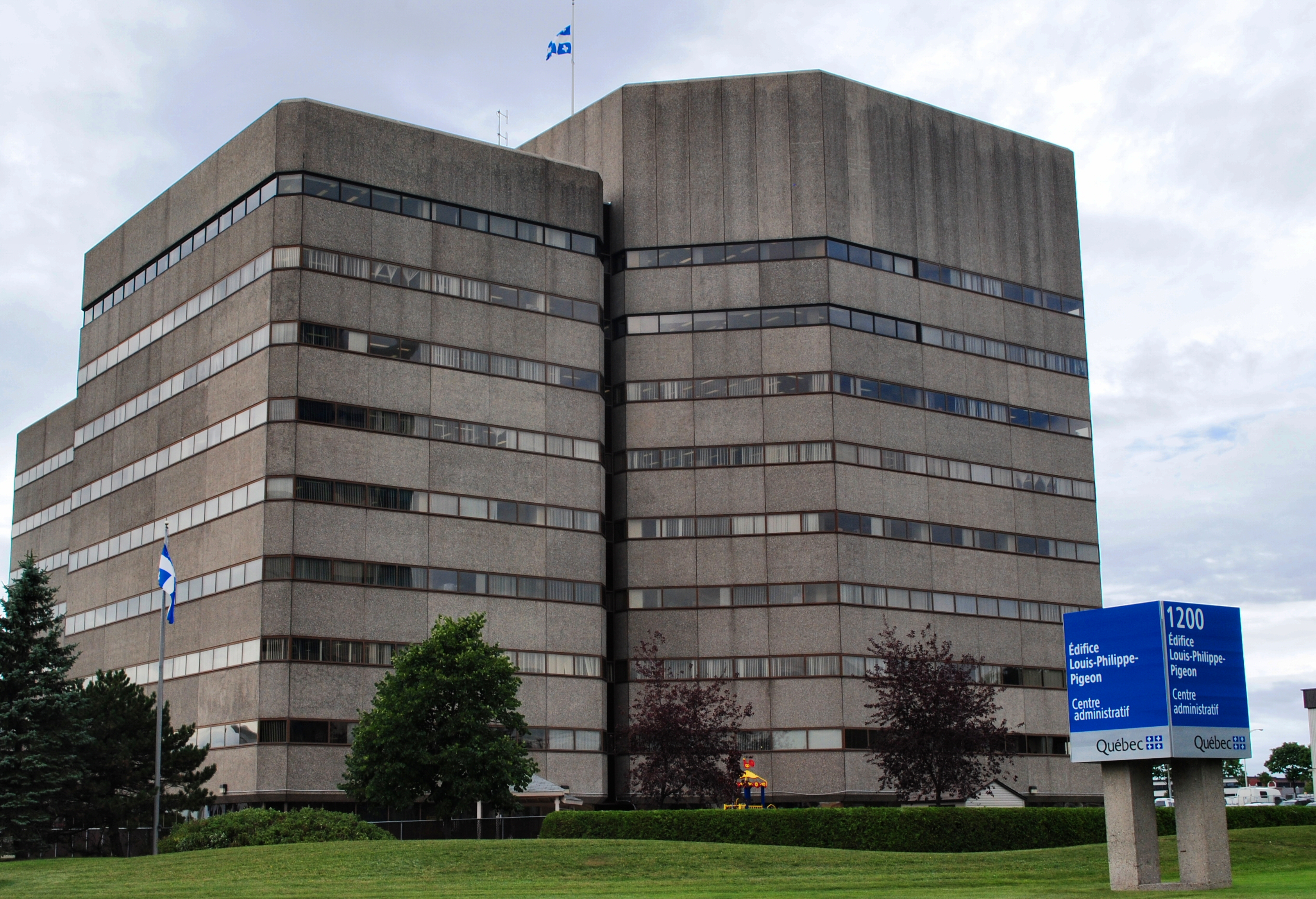
L'Édifice Louis-Philippe-Pigeon à Québec, siège du Ministère de la Justice du Québec.

Le ministère de la Justice est le ministère québécois responsable de l'administration de la justice au Québec. Créé en 1965, le ministère remplit plusieurs mandats dont « (1°) la représentation en matière pénale (assurée par les substituts du Procureur général), (2°) la représentation en matière civile, (3°) le conseil juridique et (4°) la rédaction législative et réglementaire. »
Les poursuites en matières pénales s'effectuent par le biais du Directeur des poursuites criminelles et pénales. Cet organisme, créé en 2007, regroupe les 500 procureurs québécois responsables des poursuites pénales et criminelles. Il bénéficie d'une certaine indépendance et autonomie par rapport au ministre de la Justice afin de limiter les possibilités d'ingérence du gouvernement dans les poursuites.
L'aide juridique au Québec est un programme, géré par la Commission des services juridiques et par plusieurs centres régionaux, visant à couvrir les frais d'avocats pour les personnes ayant peu de moyens. En 2014, pour avoir accès à l'aide juridique, une personne habitant seule sans enfant devait avoir un revenu annuel maximal de 16 306 $ CA.
Les Publications du Québec est une maison d'édition créée par le gouvernement du Québec. Elle publie, à titre d'éditeur officiel, la Gazette officielle du Québec et les lois et règlements du Québec, mais aussi un grand nombre de publications gouvernementales. Elle publie notamment le Recueil des lois et règlements du Québec (RLRQ). La Société québécoise d'information juridique (SOQUIJ) est un autre organisme public qui vise à faciliter l'accès à la justice. Il est responsable de faciliter l'accès aux décisions des tribunaux québécois, notamment en les rendant disponibles en ligne et en les indexant afin de favoriser la recherche,. En plus, des marques locales de Thomson Reuters (Éditions Yvon Blais, La référence, Carswell, Westlaw), Reed Elsevier (LexisNexis, Quicklaw, Butterworths) et Wolters Kluwer (CCH), il existe aussi quelques maisons d'édition québécoises privées spécialisées dans les publications juridiques, les plus importantes étant Wilson & Lafleur, Les Éditions Thémis et Les Éditions Juridiques FD.
Finalement, il existe des ordres professionnels responsables d'encadrer les professions juridiques, c'est-à-dire le Barreau du Québec, pour les avocats, et la Chambre des notaires du Québec, pour les notaires. Ces deux ordres professionnels ont pour mission de protéger le public en s'assurant de la formation de leur membre, de l'inspection professionnelle et si nécessaire, de la discipline. En cas de besoin, les conseils de discipline des ordres peuvent imposer des sanctions aux membres pouvant aller jusqu'à la radiation. Pour les juges nommés par le gouvernement du Québec, ceux-ci sont supervisés par le Conseil de la magistrature du Québec.